# Benim Adım Gültepe
Benim Adım Gültepe è un serial televisivo drammatico turco composto da 8 puntate, trasmesso su Kanal D dal 3 settembre al 3 novembre 2014 in seguito alla cancellazione causata dai bassi ascolti. È diretto da Zeynep Günay Tan e Deniz Koloş, scritto da Vural Yaşaroğlu, prodotto da D Productions ed ha come protagonisti Mete Horozoğlu, Ayça Bingöl e İlker Kızmaz.

## Trama
La serie, ambientata negli anni '80, racconta la vita di quattro ragazzi: Seyfi, Gülali, Fevzi e Murat, che risiedono a Gültepe, un quartiere situato nel distretto di Konak a Smirne.

## Episodi
| Stagione       | Episodi | Prima TV Turchia | Prima TV Italia |
| -------------- | ------- | ---------------- | --------------- |
| Prima stagione | 8       | 2014             | inedita         |

### Prima stagione (2014)
| n° | Titolo originale | Prima TV Turchia  |
| -- | ---------------- | ----------------- |
| 1  | 1. Bölüm         | 3 settembre 2014  |
| 2  | 2. Bölüm         | 10 settembre 2014 |
| 3  | 3. Bölüm         | 17 settembre 2014 |
| 4  | 4. Bölüm         | 24 settembre 2014 |
| 5  | 5. Bölüm         | 1º ottobre 2014   |
| 6  | 6. Bölüm         | 15 ottobre 2014   |
| 7  | 7. Bölüm         | 22 ottobre 2014   |
| 8  | 8. Bölüm         | 3 novembre 2014   |

## Personaggi e interpreti
- Eşref, interpretato da Mete Horozoğlu.
- Gülümser, interpretata da Ayça Bingöl.
- Halil, interpretato da İlker Kızmaz.
- Seyfi, interpretato da Ekin Koç.
- Murat, interpretato da Tolga Sarıtaş.
- Gülali, interpretato da Efe Ekercan.
- Fevzi, interpretato da Burak Dakak.
- Suna, interpretato da Evrim Alasya.
- Meziyet, interpretata da Selen Öztürk.
- Basri, interpretato da Hakan Karsak.
- Fuat Hoca, interpretato da Şafak Başkaya.
- Nazlı, interpretata da Bige Önal.
- Nurten, interpretata da İlayda Alişan.
- Gülten, interpretata da Miray Akay.
- Cevat, interpretato da Rıza Sönmez.
- Refik, interpretato da Numan Çakır.
- Dursun Dede, interpretato da Oktay Daner.
- Salih, interpretato da Metehan Erdem.
- Ziya Efendi, interpretato da Necmettin Çobanoğlu.
- Nezahat, interpretata da Banu Ergin.
- Sadettin, interpretato da Olgun Toker.
- Rahmi, interpretato da Ali Altuğ.
- Ayten, interpretata da Hülya Aksular.
- Direttore Osman, interpretato da Mürtüz Yolcu.
- Terzi Muazzez, interpretata da Şemsay Çankara.
- Nejat İşler, interpretato da sé stesso.

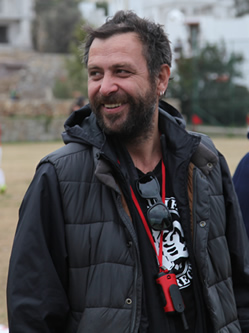
Nejat İşler interpreta sé stesso

## Produzione
La serie è diretta da Zeynep Günay Tan e Deniz Koloş, scritta da Vural Yaşaroğlu e prodotta da D Productions.

### Riprese
Le riprese della serie sono state effettuate nel luglio 2014 a Smirne e tra la fine di luglio e la fine di agosto dello stesso anno a Istanbul.